# Guillermo Barnés García
Guillermo Barnés García (Ciudad de México, 24 de julio de 1952) es un economista y político mexicano, miembro del Partido Revolucionario Institucional (PRI). Fue diputado federal de 1997 a 2000.

## Biografía
Es licenciado en Economía por el Instituto Tecnológico Autónomo de México (ITAM) de donde egresó en 1977 y licenciado en Derecho por la Universidad Nacional Autónoma de México (UNAM) en 1982; así como maestro es Economía por la Universidad de Columbia. Ha ejercido como docente en el ITAM, el Instituto Nacional de Administración Pública (INAP) y en El Colegio de México.
Es miembro del PRI desde 1976, como integrante de la Confederación Nacional de Organizaciones Populares (CNOP). De 1975 a 1976 fue asesor del secretario del Patrimonio Nacional Francisco Javier Alejo; de 1977 a 1978 cuando Alejo fue director general de Combinado Industrial de Ciudad Sahagún en la Secretaría de Patrimonio y Fomento Industrial, fue su asesor; y de 1983 a 1988 fue director de Estudios Económicos e Información en el Banco BCH.
De 1989 a 1992 fue coordinador de asesores del subsecretario de Hacienda y de 1992 a 1994 fue directro general de Planeación y Desarrollo de la Secretaría de Hacienda y Crédito Público (SHCP), siendo su titular Pedro Aspe Armella. En 1994 fue director general del Patronato del Ahorro Nacional, y de 1995 a 1996 fue oficial mayor de la SHCP cuando se encontraba al frente Guillermo Ortiz Martínez.
En 1996 fue consejaro nacional del PRI y 1997 fue elegido diputado federal por el principio de representación proporcional a la LVII Legislatura, que tuvo su final en 2000. El mismo 1997 fue nombrado secretario de Programa de Acción del comité nacional del PRI presidido por Mariano Palacios Alcocer.